# Gabriel Lamé
Gabriel Lamé (født 22. juli 1795 i Tours, død 1. maj 1870 i Paris) var en fransk fysiker og matematiker.
Lamé blev uddannet ved École Polytechnique i Paris og arbejdede i årrække som ingeniør i Sankt Petersborg. Efter sin hjemkomst til Frankrig blev han i 1832 ansat som lærer ved École Polytechnique, fra 1851 som professor i sandsynlighedsregning. Han måtte stoppe sin karriere i 1862 på grund af døvhed.
Lamé udviklede grundlaget for elasticitetslæren og lavede undersøgelser om isoterme flader i faste legemer.
Han er også kendt for sine notationer og undersøgelser angående ellipse-lignende kurver, i dag kendt som Laméske kurver. De blev senere gjort alment kendte som superellipser af Piet Hein.
Lamé er også kendt for en køretidsanalyse af Euklids algoritme til at finde største fælles divisor og for at have bevist et særtilfælde af Fermats sidste sætning. Han troede, at han havde fundet et generelt bevis, men det viste sig et være ukomplet.